# Управления Генеральной прокуратуры России в федеральных округах
Управления Генеральной прокуратуры Российской Федерации в федеральных округах — структурные подразделения прокуратуры России, которые дислоцируются непосредственно в центрах соответствующих федеральных округов, основным видом деятельности управлений является прокурорский надзор во вверенных федеральных округах и управление нижестоящими прокуратурами. Руководят управлениями специально назначенные президентом России и генеральным прокурором кураторы в должности заместителей генерального прокурора Российской Федерации, им подчиняются начальники этих управлений.

## История
Через неделю после вступления в должность, новый Президент Российской Федерации В. В. Путин по своей инициативе Указом от 13 мая 2000 г. № 849 образовал в стране 7 федеральных округов с полномочными представителями главы государства, соответственно, приказом Генерального прокурора Российской Федерации от 5 июня 2000 г. N 98 Владимира Устинова были образованы управления Генеральной прокуратуры Российской Федерации в Центральном, Северо-Западном, Приволжском, Уральском, Сибирском, Дальневосточном, Южном и, позже, Северо-Кавказском федеральном округе, который стал 8 федеральным округом. Первое время функции управления Генеральной прокуратуры в Северо — Кавказском округе выполняло «Главное управление по надзору за исполнением законов о федеральной безопасности и межнациональных отношениях на Северном Кавказе». В связи с Аннексией Крыма Российской Федерацией 21.03.2014 г. был образован Крымский федеральный округ, но, поскольку по количеству субъектов, численности населения и размерам территории округ являлся самым маленьким среди федеральных округов, в нём не были созданы управления и отделы Генеральной прокуратуры.
По видимому, до 2006 года управления именовались отделами, «Независимая газета» писала: «Приказ подразумевает преобразование нынешних семи отделов ведомства в управления и увеличение их штатной численности почти на треть», иные источники утверждали, что в 2006 году управлениям вернули первоначальное название, так как в 2002 году они были переименованы в отделы (кроме управления в Южном федеральном округе).
В 2000 году планировалось, что деятельность Управления Генеральной прокуратуры России в федеральных округах будет заключаться в следующем:

- координацию деятельности всех правоохранительных органов, находящихся в пределах федерального округа, по борьбе с преступностью;
- надзор за исполнением законов федеральными органами, находящимися в пределах федерального округа, органами контроля, их должностными лицами;
- надзор за соблюдением прав и свобод человека и гражданина федеральными органами, органами контроля, их должностными лицами;
- надзор за исполнением законов федеральными органами в округах, осуществляющими предварительное следствие, дознание и оперативно — розыскную деятельность, а также региональными управлениями по борьбе с организованной преступностью, региональными отделами следственного комитета при МВД РФ;
- расследование уголовных дел о наиболее опасных и общественно значимых преступлениях.— Приказ Генеральной прокуратуры РФ от 5 июня 2000 г. N 98 «Об образовании управлений Генеральной прокуратуры Российской Федерации в федеральных округах»

Позже, в связи с образованием СКП России, деятельность по расследованию уголовных дел была передана в Следственный комитет Российской Федерации, а координационная функция прокуратурами федеральных округов фактически не выполнялась.
В начале 2000-х годов Управления Генеральной прокуратуры России в федеральных округах помогли нормализовать республиканское законодательство:

В процессе устранения неконституционных правовых актов или актов субъектов Федерации, противоречащих федеральному законодательству, большую роль сыграли и продолжают играть органы прокуратуры в субъектах РФ, которые действовали совместно с образованными в федеральных округах управлениями Генеральной прокуратуры РФ. Эти управления были созданы в соответствии с «Положением об управлениях Генеральной прокуратуры в округах», утвержденным 25 июля 2000 года Генеральным прокурором РФ. К концу 2001 года в соответствие с Конституцией РФ и федеральными законами были приведены положения 66 конституций и уставов субъектов Федерации . Прокурорами было выявлено более 4 тысяч незаконных правовых актов законодательных и исполнительных органов субъектов РФ, из которых две трети благодаря реагированию прокуроров отменены или приведены в соответствие с федеральным законодательством— Игорь Кравец, «Конституционное правосудие: теория судебного конституционного права и практика судебного конституционного процесса»

## Структура
Управления Генеральной прокуратуры РФ в федеральных округах призваны осуществлять тесное взаимодействие с аппаратом Полномочного представителя Президента РФ в соответствующем федеральном округе и окружными правоохранительными органами, вместе с тем они сами являются поднадзорными. Правовед А. С. Сологубов отмечал, что шаг по созданию федеральных управлений был предпринят руководителем прокурорского ведомства в целях укрепления управленческих отношений в системе прокуратуры, упорядочения субординационных связей, а также, в целом, совершенствования деятельности правоохранительных органов. «Самостоятельными структурными подразделениями» определяла управления Генеральной прокуратуры РФ в федеральных округах Наталья Ласкина в книге «Прокурорский надзор».
В штате аппарата Генеральной прокуратуры установлены соответствующие должности заместителей Генерального прокурора Российской Федерации, они возглавляют вверенные им Управления Генеральной прокуратуры РФ в федеральных округах, иногда их называют курирующими федеральный округ прокурорами, кураторы руководят начальниками управлений, к примеру, заместителем генпрокурора курирующим Центральный Федеральный округ России являлся Владимир Малиновский, а начальником соответствующего управления служил подчиненный Малиновскому прокурор Мурат Кабалоев.
В исключительных случаях, исполнять обязанности нижестоящего прокурора может начальник управления, к примеру, некоторые время обязанности прокурора Нижегородской области исполнял начальник управления Генеральной прокуратуры России в Приволжском федеральном округе.

## Критика
Фактическое отсутствие взаимодействия Управления Генеральной прокуратуры России в федеральных округах с юридическими службами предприятий и организаций отмечала Лидия Мась в книге «Руководство юрисконсульта для предприятий различных форм собственности». К Управлениям высказывались претензии в избирательности в надзоре, так, зачастую, ими не проводился надзор на транспорте и в таможне:

Как известно, управления Генеральной прокуратуры РФ по федеральным округам организуют и контролируют деятельность прокуратур субъектов Российской Федерации в округе; анализируют и обобщают данные о состоянии законности и правопорядка на территории федеральных округов. Эти данные должны включать и ведения о состоянии законности и правопорядка на транспорте и в таможенной сфере. Вместе с тем анализ обобщений, представленных управлениями по федеральным округам (за период 2010—2014 гг.), показал отсутствие единообразного подхода в этому анализу: в одних управлениях по федеральному округу анализируются данные, в том числе и данные о состоянии законности и преступности на транспорте и в таможенной сфере, в других такая информация отсутствует.

Это, на наш взгляд, может отрицательно сказаться на проводимой территориальными и транспортными прокуратурами координационной деятельности.— «Координация прокурорской деятельности правоохранительных органов по борьбе с преступностью», Кобзарев Ф.М., «Проспект», 2016.
Несмотря на большое количество критических отзывов об созданных управлениях, генеральный прокурор Чайка говорил: «Необходимость сохранения управлений Генпрокуратуры в федеральных округах у меня не вызывает сомнений».